# Діанна Локетт
Діанна Локетт (англ. Deanna Lockett, 13 листопада 1995, Брисбен, Квінсленд, Австралія) — австралійська ковзанярка, виступає за Угорщину на шорт-треку.

## Біографія
Діанна Локетт народилася у Брисбені, Австралія. З 2007 року займається з тренером Енн Чжань у Мельбурні. 2010 року проголошена найкращим юніором серед жінок. На міжнародній арені почала виступати з 2011 року.
Найкращого результату досягнула на Чемпіонаті світу з шорт-треку серед юніорів 2013 року, коли зайняла загальне 4-те місце, вигравши бронзу на дистанції 1500 метрів.
Учасниця Зимових Олімпійських ігор 2014 у Сочі і Зимових Олімпійських ігор 2018 у Пхеньяні, де представляла Австралію на шорт-треку на дистанціях 1000 і 1500 метрів.
У травні 2019 року Локетт отримала угорське громадянство і сезон 2019-2020 розпочала у складі команди Угорщини з шорт-треку.